# 秩 (微分拓撲)
數學上，一個可微映射f : M → N在一點p的秩，是f的導函數的秩。映射f在點p的導數是一個線性映射
{\displaystyle d_{p}f:T_{p}M\to T_{f(p)}N\,}
從點p的切空間到點f(p)的切空間。因為是向量空間之間的線性映射，故其秩有明確定義，即是Tf(p)N的像的維數：
{\displaystyle \operatorname {rank} (f)_{p}=\dim(\operatorname {im} (T_{p}f)).}

## 常秩映射
可微映射f : M → N稱為有常秩，落f的秩在M中每一點p都相同。常秩映射有一些很好的性質，是微分拓撲中的重要概念。
有三類特別的常秩映射：一個常秩映射f : M → N是
- 浸入，若rank f = dim M（導函數處處單射）；
- 浸沒，若rank f = dim N（導函數處處滿射）；
- 局部微分同胚，若rank f = dim M = dim N（導函數處處雙射）。

以上的條件只牽涉到f的導函數的性質，不要求映射f是單射、滿射或雙射。例如有一些映射是單射卻非浸入，或是浸入卻非單射。不過若f : M → N是常秩光滑映射，則
- 若f是單射，則是浸入；
- 若f是滿射，則是浸沒；
- 若f是雙射，則是微分同胚。

常秩映射可以用局部座標系得出一個好的描述。設M和N是光滑流形，維數分別為m和n，映射f : M → N是光滑映射，並有常秩k。那麼對M中每一點p，都存在以p為中心的局部座標(x1, ..., xm)，及以f(p)為中心的局部座標(y1, ..., yn)，使得f用這些座標可以表示為：
{\displaystyle f(x^{1},\ldots ,x^{m})=(x^{1},\ldots ,x^{k},0,\ldots ,0)\,}